# 勒比格
勒比格（法語：Le Bugue，法語發音：[lə byɡ]）是法国多尔多涅省的一个市镇，位于该省中南部偏东，属于萨拉拉卡内达区。

## 地理
勒比格（44°55'12"N, 0°55'38"E）面积28.96 平方千米，位于法国新阿基坦大区多爾多涅省，该省份为法国西南部内陆省份，是法國本土面积第三大的省，大致对应佩里戈尔地区，北起顺时针与夏朗德省、上维埃纳省、科雷兹省、洛特省、洛特-加龙省、吉倫特省和滨海夏朗德省接壤。
与勒比格接壤的市镇（或旧市镇、城区）包括：萨维尼亚克-德米尔蒙、圣沙马西、利默伊、欧德里克斯、康帕涅、茹尼亚克、波纳、圣阿维德维亚拉尔、莱塞济。

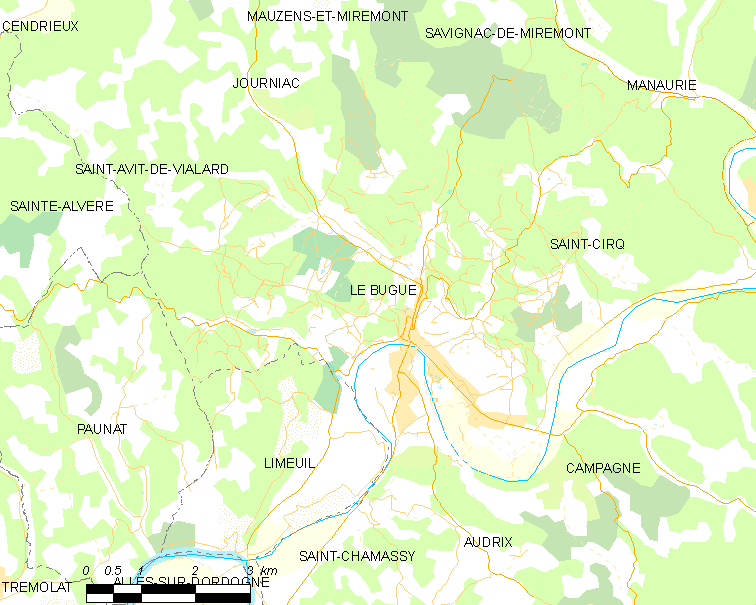
勒比格的OSM定位图

勒比格的时区为UTC+01:00、UTC+02:00（夏令时）。

## 行政
勒比格的邮政编码为24260，INSEE市镇编码为24067。

## 政治
勒比格所属的省级选区为人谷县。

## 人口

1962-2008年间勒比格人口变化图示

勒比格于2022年1月1日时的人口数量为2638人。

## 友好城市
- 下莱茵省 马科尔赛姆